# Craspedopoma lyonnetianum
Craspedopoma lyonnetianum је пуж из реда Architaenioglossa и фамилије Craspedopomatidae.

## Угроженост
Ова врста је наведена као последња брига, јер има широко распрострањење и честа је врста.

## Распрострањење
Ареал врсте је ограничен на једну државу. 
Португал (тачније Мадеира) је једино познато природно станиште врсте.

## Станиште
Станиште врсте су слатководна подручја.